# Guerre civile du Yémen du Sud
Ne doit pas être confondu avec guerre civile du Yémen du Nord.
Pour les articles homonymes, voir guerre du Yémen.
La guerre civile au Yémen du Sud est un conflit qui a lieu au sein de la République démocratique populaire du Yémen en 1986.
Le 13 janvier 1986, une guerre civile éclate à Aden et dans tout le pays entre les partisans d'Abdel Fattah Ismaïl et ceux d'Ali Nasser Muhammad. Les combats font 4 000 à 10 000 morts, dont Ismaïl et aboutissent à la chute d'Ali Nasser le 24 janvier 1986, remplacé par Haider Aboubaker al-Attas, proche d'Ismaïl. Quelque 60 000 personnes, dont Ali Nasser, fuient vers le Yémen du Nord.